# Big Swole
Aerial Hull (ur. 11 lipca) – amerykańska wrestlerka lepiej znana pod swoim obecnym pseudonimem ringowym Big Swole lub poprzednim Aerial Monroe.

## Wczesne życie i edukacja
Urodziła się 11 lipca w Clearwater w stanie Floryda jako Aerial Hull. Ukończyła liceum Clearwater High School i służyła w Siłach Powietrznych Stanów Zjednoczonych jako mechanik samochodów pożarniczych.

## Kariera wrestlerska
Trenowała wrestling w Karolinie Południowej. Jej trenerem byli George South i Cedric Alexander. Początkowo posługiwała się pseudonimem ringowym Aerial Monroe i przydomkiem Big Swole. Z czasem przydomek zastąpił jej pseudonim ringowy. Swoim finisherem uczyniła uderzenie przedramieniem, które nazywa Dirty Dancing.

### Organizacje niezależne
Debiutowała jako wrestlerka w 2015, w organizacji Queens of Heart. Po roku zaczęła także występować w SHINE Wrestling, gdzie zdobyła mistrzostwo drużynowe SHINE Tag Team Championships razem z Jayme Jameson i Marti Belle. Następnie rozpoczęła występy w RISE Wrestling, gdzie zdobyła mistrzostwo Phoenix Of RISE i tytuł wrestlera roku w 2019.

### World Wrestling Enterteinment
Dwukrotnie wystąpiła w World Wrestling Entertainment (WWE). Po raz pierwszy w 2016, kiedy to przegrała walkę jako jobberka z Nią Jax. W 2018 wzięła udział w organizowanym przez WWE turnieju Mae Young Classic. Została wyeliminowana w pierwszej rundzie przez Zeuxis.

### All Elite Wrestling
W 2019 dołączyła do nowo powstałej organizacji All Elite Wrestling. Debiutowała w niej jako wrestlerka w lipcu na gali AEW All Out w wieloosobowej walce typu Casino Battle Royal. W listopadzie pierwszy raz wystąpiła w programie AEW Dark. Wzięła wtedy udział w walce tag teamów. Jej pierwsza walka 1 na 1 odbyła się kilka dni później, przeciwko Hikaru Shidzie. Do tej pory jej zachowanie wskazywało na to, że odgrywa postać heela. W grudniu stoczyła swój pierwszy pojedynek w programie AEW Dynamite. Pokonała wówczas Emi Sakurę.
19 lutego 2020 ona i Kris Statlander rzuciły wyzwanie mistrzyni kobiet AEW Nyli Rose.

## Życie prywatne
Jej mężem jest były mistrz wagi lekkiej WWE Cedric Alexander. Mają córkę o imieniu Adessah.

## Mistrzostwa i osiągnięcia
- RISE Wrestling
  - Phoenix Of RISE Championship (1 raz)
- SHINE Wrestling
  - SHINE Tag Team Championship (1 raz, z Jayme Jameson i Marti Belle)[1]